# Frederik Bülow
 Der er flere personer med dette navn, se Frederik Bülow (flertydig).
Frederik Rubeck Henrik (von) Bülow (født 4. februar 1791 i Lille Nustrup Præstegård, Nustrup, død 16. juni 1858 på Sandbjerg Slot) var en dansk generalløjtnant, der var øverstkommanderende under udfaldet fra Fredericia under Treårskrigen (1848–50).
Bülowsgade i Aarhus (1878) og Bülowsvej i Helsingør (1905) er opkaldt efter ham. Det samme er Bülows Kaserne i Fredericia. På tiårsdagen den 6. juli 1859 blev et monument med buste af Bülow, udført af Herman Wilhelm Bissen, indviet i Fredericia.
Frederik Bülow er begravet ved Dybbøl Kirke.